# I NEVER DIE
I NEVER DIE (アイ・ネバー・ダイ)は韓国の5人組女性アイドルグループ・(G)I-DLEによる1stフルアルバムである。2022年3月14日にCUBE エンターテインメントからリリースされ、Kakao Mから発売された。タイトル曲は『TOMBOY』で、全9曲収録されている。

## 音楽性
世の中のすべての偏見に対する彼女たちの考えをそのまま表現したアルバムである。オルターナティブ・ロック、ポップ、R&B、ヒップホップなどの多彩で強烈的なジャンルの収録曲が特徴的である。また、メンバーが表題曲の『TOMBOY』をはじめとする全曲の作詞作曲に参加している。
前作の『I Burn』から約1年2ヶ月ぶりのアルバムリリースである。また、デビューして初のフルアルバムでもあり、スジンが校内暴力疑惑により脱退して5人組となって初めてリリースされたアルバムでもある。
本作品についてミンニとウギと共にプロデュースを担当したグループのリーダー、ソヨンはこう語っている。
| 「                                                    | アルバム名自体に(G)I-DLEの覇気と覚悟を見せたかった。また、空白期を経てのカムバックなので新しくデビューするという気持ちで挑んだ。成長した私たち5人をどう魅せたらいいか悩んだし、自ら価値を証明する世界の全ての偏見に対して自身の感情と考えを込めたアルバムを作りたかった。 | 」 |
| —ソヨン（発売記念オンラインメディアショーケースより） | |    |

## 収録曲
| #         | タイトル         | 作詞                                    | 作曲                                    | 編曲                                    | 時間  |
| --------- | ---------------- | --------------------------------------- | --------------------------------------- | --------------------------------------- | ----- |
| 1.        | 「TOMBOY」       | ソヨン                                  | ソヨン, Pop Time, JENCI                 | Pop Time, JENCI, ソヨン                 | 2:55  |
| 2.        | 「말리지 마」    | ソヨン                                  | ソヨン, Kako, Pop Time                  | Kako, Pop Time                          | 2:25  |
| 3.        | 「VILLAIN DIES」 | ソヨン                                  | ソヨン, The Proof                       | The Proof                               | 3:05  |
| 4.        | 「ALREADY」      | ミンニ, フーディニー, ソヨン            | ミンニ, フーディニー                    | ミンニ, フーディニー                    | 3:22  |
| 5.        | 「POLAROID」     | ウギ, BOYTOY (Blatinum), PLZ (Blatinum) | ウギ, BOYTOY (Blatinum), PLZ (Blatinum) | ウギ, BOYTOY (Blatinum), PLZ (Blatinum) | 3:39  |
| 6.        | 「ESCAPE」       | ミンニ, BreadBeat, ソヨン               | ミンニ, BreadBeat                       | BreadBeat                               | 3:30  |
| 7.        | 「LIAR」         | ウギ, Siixk Jun, ソヨン                 | ウギ, Siixk Jun, キム・ミョンギュ       | Siixk Jun, キム・ミョンギュ             | 2:52  |
| 8.        | 「MY BAG」       | ソヨン                                  | ソヨン, NATHAN                          | NATHAN, Flip_00                         | 2:41  |
| 合計時間: | 合計時間:        | 合計時間:                               | 合計時間:                               | 合計時間:                               | 24:36 |

| #         | タイトル   | 作詞      | 作曲                    | 編曲                    | 時間  |
| --------- | ---------- | --------- | ----------------------- | ----------------------- | ----- |
| 9.        | 「TOMBOY」 | ソヨン    | ソヨン, Pop Time, JENCI | Pop Time, JENCI, ソヨン | 2:55  |
| 合計時間: | 合計時間:  | 合計時間: | 合計時間:               | 合計時間:               | 27:31 |

## タイトル曲
(G)I-DLE特有の堂々とした態度が表現されている楽曲で、「I’m not a doll（私はお人形じゃない）」「Just Me I-DLE（私がまさにI-DLE）」の様な直接的な歌詞が聞く者にコントロール不可能な変わり者を思い起こさせ、一段と果敢な魅力をあらわにしている。併せて(G)I-DLEのユニークな声と荒々しく雄大な楽器のサウンドが調和し、雰囲気が盛り上がる瞬間に流れる中毒性のある変調の区間もまたこの楽曲の特徴である。
ミュージック・ビデオは恋に涙を流すありふれた女主人公の話ではなく、どんなことがあっても傷つかない反抗的で果敢な女主人公の姿が盛り込まれている。一編の緊張感が溢れる白黒の映画を見ている様な余韻が残る作品である。
YouTubeでのミュージック・ビデオ再生回数は公開16時間で1000万回再生を突破し、4月30日基準で1億回再生を突破した。(G)I-DLEの一億回再生を突破したミュージック・ビデオとしてはLATATA, HANN, Senorita, LION, Oh My God、HWAAに続く通算6作品目である。

## プロモーション
アルバムはCHiLL, RiSKY, SPOiLEDの3つのバージョンで展開されており、それぞれスリーブ、PETフィルム、ブックレット、CDパッケージ、CD、歌詞カード、ステッカー、封筒（証明写真2種が封入）、フォトカード、ミニポスター、ポスターがアルバムに封入されている。
3月17日放送のMnet「M COUNTDOWN」を皮切りにアルバムの活動を開始。第2週目のSBS「THE SHOW」にてカムバック活動中初の1位を獲得。その後KBS「ミュージックバンク」以外のTHE SHOWを含む計5つの音楽番組で1位を獲得した。第3週目は「THE SHOW」と「ショー! 音楽中心」には不参加。M COUNTDOWN、アルバムの活動としては最後の音楽番組への出演となった人気歌謡で1位を獲得した。アルバム活動時の一位獲得数は計7回である。

## 評価
| 専門評論家によるレビュー | 専門評論家によるレビュー |
| レビュー・スコア         | レビュー・スコア         |
| 出典                     | 評価                     |
| ------------------------ | ------------------------ |
| Genius                   | [ 9 ]                    |
| NME                      | [ 10 ]                   |

Geniusは本アルバムに対し「これまでで最も強く、素晴らしい(G)I-DLEであり、グループのビジョンにまとまりを保ちながら、様々な概念を探求しています。彼らのキャリア5年目に向かって実験的なサウンド、内観的な歌詞、そして世界が見たことのないようなパフォーマンスで新しい領域に自分自身をプッシュし続ける業界のフロントランナーであることはこれまで以上に明らかです。彼らの自信、チャートへの統治、そして世界中のファンへの影響は決して死なないだろう」とコメントした。
NMEは星4つを付け「彼女達は若くて広い視野でスタートを切り、分解や破壊をされながらも自己の自信とパワーと決意を反映させて新たに立ち上がっている。ムーンバトン・トラップ、ラテン・ポップ、ヒップホップなどの幅広い音楽性を持つ彼女らの音楽は、(G)I-DLEの核心となるものである」と評価した。

## チャート成績
iTunesのトップアルバムチャートにてブラジル、メキシコなどの世界24ヶ国で一位を獲得。K-POPトップアルバムチャートでもアメリカ、オーストラリアなどの世界11ヶ国でも一位を獲得。
4月2日付のBillboard グローバル200にて58位を記録。また、アメリカを除外したグローバルチャートやワールドデジタルソングセールスでもそれぞれ36位、12位を記録。BillBoard K-POP100チャートでは2週にわたって一位を記録した。
6月13日、本アルバムのSpotifyでのストリーミング数が1億回を突破した。

### 音楽番組一位 (計8冠)
- 3月22日 SBS MTV 『THE SHOW』[17]
- 3月23日 MBS MUSIC 『SHOW CHAMPION』[18]
- 3月24日 Mnet 『M COUNTDOWN』[19]
- 3月26日 MBC 『ショー！音楽中心』[20]
- 3月27日 SBS 『人気歌謡』[21]
- 3月31日 Mnet 『M COUNTDOWN』[22]
- 4月3日 SBS 『人気歌謡』[23]
- 6月5日 SBS『人気歌謡』[24]

### TOMBOYの主な音源成績
| 音楽サービス  | チャート名                     | 最高順位 | 参照   |
| ------------- | ------------------------------ | -------- | ------ |
| Melon         | TOP100                         | 1位      | [ 25 ] |
| Melon         | リアルタイム・チャート         | 1位      | [ 25 ] |
| Melon         | 日間チャート                   | 1位      | [ 25 ] |
| Melon         | 週間チャート                   | 1位      | [ 25 ] |
| Melon         | 月間チャート                   | 2位      | [ 25 ] |
| genie         | リアルタイムチャート           | 1位      | [ 25 ] |
| genie         | 日間チャート                   | 1位      | [ 25 ] |
| genie         | 週間チャート                   | 1位      | [ 25 ] |
| genie         | 月間チャート                   | 2位      | [ 25 ] |
| FLO           | 24時間チャート                 | 1位      | [ 25 ] |
| Bugs!         | リアルタイム・チャート         | 1位      | [ 25 ] |
| Bugs!         | 日間チャート                   | 1位      | [ 25 ] |
| Bugs!         | 週間チャート                   | 1位      | [ 25 ] |
| VIBE          | 日間チャート                   | 1位      | [ 25 ] |
| YouTube Music | 音楽チャート                   | 1位      | [ 25 ] |
| YouTube Music | ミュージック・ビデオ・チャート | 2位      | [ 25 ] |
| Spotify       | 日間チャート                   | 1位      | [ 25 ] |
| Spotify       | 週間チャート                   | 1位      | [ 25 ] |
| Apple Music   | 日間チャート                   | 1位      | [ 25 ] |